# Západní břeh Jordánu
Západní břeh Jordánu (arabsky الضفة الغربية‎, ad-Daffa al-gharbíja; hebrejsky הגדה המערבית‎, ha-Gada ha-ma'aravit; dříve též Předjordánsko, hebrejsky יהודה ושומרון‎, zastarale Jehuda ve-Šomron (Judea a Samaří)) je označení pro vnitrozemské území Státu Palestina na západním (pravém) břehu řeky Jordán na Blízkém východě. Na východě je území vymezeno řekou Jordán a Mrtvým mořem, ze zbylých stran hranici tvoří tzv. zelená linie s Izraelem. 
Jde o území, které bylo po první arabsko-izraelské válce (1948) anektováno Jordánskem. Od roku 1967 bylo vojensky okupováno Izraelem (coby Judea a Samaří) a od roku 1981 je pod civilní správou Izraele, přičemž od roku 1994 část území spravuje Palestinská národní správa (PNS). Dohodami z Osla bylo území rozděleno do tří oblastí. Oblast A (řízena PNS), oblast B (řízena PNS a Izraelem) a oblast C, která tvoří 60 % Západního břehu Jordánu (řízena Izraelem). 
Západní břeh Jordánu je předmětem izraelsko-palestinského konfliktu. Palestinci (a většina mezinárodního společenství) ho vnímají jako nedílnou součást svého státu (spolu s Pásmem Gazy), zatímco například náboženští sionisté jako své starověké území, o kterém se píše v Bibli. V oblasti C se nachází 230 izraelských osad, ačkoliv toto území mělo být dle dohod z Osla předáno Palestině do roku 1997. Osady byly častým předmětem kritiky odborníků na mezinárodní právo. Podle nezávazného posudku Mezinárodního soudního dvora z roku 2024 je izraelská okupace v rozporu s mezinárodním právem. Soud dodal, že zde Izrael vytvořil rasově segregovaný systém obdobný apartheidu.

## Historie

### Dějiny Palestiny (do roku 1948)
Starší dějiny Západního břehu Jordánu se do značné míry překrývají s dějinami celé Palestiny.
V době osmanské nadvlády nad Palestinou (1516–1917) bylo dnešní území Západního břehu Jordánu administrativně-správně rozděleno mezi Sidónský ejálet a Damašský ejálet. Tvořily ho zejména sandžaky Náblus a Jeruzalém. V 19. století byla severní část součástí Bejrútského vilájetu a jižní část součástí Jeruzalémského mutasarrifátu. Lokálními administrativními centry v této době byla města Jeruzalém a Náblus.
Po porážce osmanské říše v první světové válce bylo toto území do roku 1948 součástí britské mandátní Palestiny. 

### Jordánský Západní břeh (1948–1967)
Během první arabsko-izraelské války (1948–1949) Izrael vojensky okupoval části území, které byly dle OSN určeny pro palestinský stát. Hranice se nakonec utvořily v rámci dohod o příměří z roku 1949, kdy byla dohodnuta tzv. zelená linie mezi Izraelem a Jordánskem. Území Západního břehu připadlo Jordánsku. Již v listopadu 1948 se jordánský král Abdalláh I. nechal korunovat králem Jeruzaléma. Tehdejší Zajordánsko Západní břeh dne 24. dubna 1950 anektovalo. V té době dostalo území název Západní břeh Jordánu. Palestinci se v roce 1954 stali jordánskými občany s rovnými právy a od roku 1960 dostali polovinu křesel v jordánském parlamentu. Jordánská anexe však nikdy nebyla mezinárodně uznána (mimo Spojené království a Irák).  Území bylo součástí Jordánska až do roku 1967, poté je v šestidenní válce obsadil Izrael. Poté, co se Jordánsko v roce 1988 oficiálně vzdalo nároku na Západní břeh Jordánu, zbavilo Palestince jordánského občanství. V roce 1967 se na Západním břehu konaly poslední volby do jordánského parlamentu, přičemž tehdy zvolení palestinští poslanci v něm zůstali až do roku 1988, kdy byla vyhrazená místa pro Palestince zrušena.
Na Západním břehu Jordánu i v Jordánsku od roku 1950 působí Úřad OSN pro palestinské uprchlíky na Blízkém východě (UNRWA), který poskytuje služby palestinským uprchlíkům v tamních uprchlických táborech.
V roce 1966 pracovalo 43 % z 55 000 pracovníků v zemědělství a obdělávalo se 2 300 km2. V roce 1965 bylo v průmyslu zaměstnáno 15 000 pracovníků, kteří produkovali 7 % HNP. Toto číslo kleslo po válce v roce 1967 a nebylo překonáno až do roku 1983. Významným odvětvím byl turismus. Na území se platilo jordánským dinárem. V předvečer izraelské okupace představoval Západní břeh Jordánu 40 % jordánského HNP, 34 až 40 % jeho zemědělské produkce a téměř polovinu pracovní síly, i když mu byla přidělena pouze třetina jordánských investic a z toho hlavně sektoru soukromé bytové výstavby.

### Izraelská okupace (od roku 1967)
Během šestidenní války byla území Západního břehu Jordánu a Východního Jeruzaléma obsazena izraelskou armádou. Izrael anektoval Východní Jeruzalém a bývalé demilitarizované pásmo. Zbývající Západní břeh Jordánu sice anektován nebyl, ale do roku 1982 zůstal pod vojenskou správou. V roce 1982 v důsledku egyptsko-izraelské mírové smlouvy byla vojenská správa zrušena a nahrazena polocivilní vládou odpovědnou izraelskému ministerstvu obrany. Izrael také začal podporovat osídlování Západního břehu. Izraelské osady byly spravovány Izraelem pod názvem Judea a Samaří.
Bezprostředně po okupaci, od roku 1967 do roku 1974, ekonomika vzkvétala. V roce 1967 měla palestinská ekonomika hrubý domácí produkt 1 349 dolarů na hlavu na milion lidí. Západní břeh měl tehdy kolem 600 tisíc obyvatel, ze kterých bylo 18 % uprchlíků.
Od podepsání dohod z Osla v září 1993 byla vytvořena tehdy dočasná Palestinská autonomie, která dostala správu nad oblastí A (palestinské enklávy, které zahrnují zhruba 11 % území Západního břehu Jordánu). Oblast B byla svěřena do civilní správy Palestiny a vojenské správy Izraele (28 % území). Oblast C je zcela ve správě Izraele (61 %). Izrael měl podle dohod postupně předávat Palestině další území, k tomu ale již nedošlo. Většina států světa (164 zemí) považuje Západní břeh a Východní Jeruzalém za tzv. území okupovaná Izraelem.
Palestinské autonomii od jejího vzniku dominuje sekulární politická strana Fatah, která byla zvolena ve volbách v roce 1996. V roce 2006 se konaly druhé volby, ve kterých se Fatah těsně umístil za islamistickým Hamásem. Nicméně v roce 2007 Hamás převzal převratem Pásmo Gazy a Fatah pokračoval ve správě oblastí A a B na Západním břehu Jordánu.
Během okupace proběhla dvě povstání Palestinců – tzv. první intifáda (1987–1993) a druhá intifáda (2000–2005). Izrael na území Západního břehu Jordánu (zejména do uprchlických táborů) uskutečnil několik vojenských vpádů či invazí – například operace Domov a zahrada (červenec 2023) nebo během války s Hamásem (od října 2023).
Izrael se několikrát pokoušel Západní břeh či jeho části anektovat, například v roce 2020. V červenci 2025 Kneset odsouhlasil nezávaznou rezoluci, ve které vyzval vládu k anexi Západního břehu Jordánu, a to 71 hlasy ze 120 (proti bylo jen 13 poslanců). Pro anexi se vyslovili poslanci stran pravicového národního tábora.

## Legalita

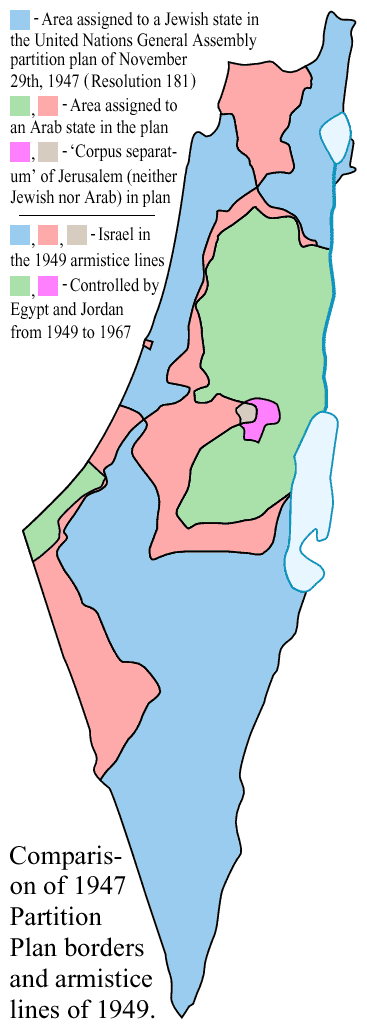
Plán OSN na rozdělení Palestiny z roku 1947 v porovnání s hranicemi v roce 1949
Modře: židovský stát
Červeně a zeleně: arabský stát
Fialově a šedě: oblast Jeruzaléma (pod mezinárodní správou)
Červeně: Izraelský zábor po první izraelsko-palestinské válce, dnes součástí Izraele
Zeleně a fialově: území kontrolovaná Egyptem a Jordánskem mezi lety 1949 – 1967, dnes pod částečnou správou palestinské autority
Detailní mapa OSN

Mezi roky 1516 a 1917 bylo toto území součástí Osmanské říše. Její nástupnický stát – Turecko, se nároku zřeklo v roce 1923 podpisem Lausannské smlouvy. Území se tak stalo integrální součástí britské mandátní Palestiny. Spojené království zde ovšem pouze vykonávalo mandát Společnosti národů a nemohlo si činit na území nárok. Nicméně Britové fungovali jako autorita na udělování půdy, pro co využívali osmanský pozemkový zákoník. V roce 1937 byl dnešní Západní břeh součástí arabského státu v návrhu britské Peelovy komise, přičemž měl být připojený k Jordánsku. Plán byl odmítnut. V roce 1947 OSN zřídila Zvláštní komisi pro Palestinu, která připravila Plán na rozdělení Palestiny. Území Západního břehu mělo být součástí samostatného arabského státu. Celý plán dělení byl ale odmítnut Ligou arabských států a v první arabsko-izraelské válce území dobylo Jordánsko, které ho v roce 1950 anektovalo.
V roce 1967 území obsadil Izrael. V listopadu 1967 byla přijata rezoluce Rady bezpečnosti OSN č. 242. Ta vyzvala ke „stažení izraelských ozbrojených sil z území okupovaných od roku 1967“ a k „ukončení všech nároků a ozbrojených akcí a respektování a uznání svrchovanosti, územní celistvosti a politické nezávislosti všech států v této oblasti, práva na život jejich obyvatel uvnitř bezpečných a uznávaných hranic, bez hrozeb a užívání síly“. Mezinárodní organizace i státy od té doby považují Západní břeh Jordánu a Východní Jeruzalém za palestinská území nebo území okupovaná Izraelem. Valné shromáždění OSN v roce 2004 potvrdilo, že Palestinci mají nárok na suverenitu v těchto územích.
Mezinárodní soudní dvůr a Nejvyšší soud Státu Izrael se shodly, že status Západního břehu odpovídá vojenské okupaci. Izraelské ministerstvo zahraničních věcí ale tvrdí, že jde o sporná území, jelikož podle jejich pohledu nemělo území před válkou v roce 1967 právoplatného státního majitele.
Podle nezávazného posudku Mezinárodního soudního dvora z roku 2024 je izraelská okupace v rozporu s mezinárodním právem. Soud dodal, že zde Izrael vytvořil rasově segregovaný systém obdobný apartheidu.
Mezinárodní právo (článek 49 čtvrté Ženevské úmluvy) také zakazuje „přesuny obyvatelstva okupační mocnosti na okupovaná území“, čímž nese odpovědnost na straně izraelské vlády, aby neusazovala izraelské občany na Západním břehu Jordánu. Což lze kvůli osadám považovat za porušení této úmluvy.

## Geografie
Západní břeh Jordánu má rozlohu 5 628 nebo 5 640 kilometrů čtverečních, což zahrnuje 21,2 % bývalé mandátní Palestiny (kromě Jordánska) a má obecně členitý hornatý terén. Celková délka pozemních hranic regionu je 404 km. Terén tvoří většinou členité pahorkatiny, na západě s vegetací. Nadmořská výška se pohybuje mezi pobřežím Mrtvého moře v −408 m a nejvyšším bodem na hoře Nabi Júnis ve výšce 1 030 m nad mořem.
Západní břeh Jordánu má 220 km2 vodní plochy, která se skládá ze severozápadní čtvrtiny Mrtvého moře.
V oblasti je málo přírodních zdrojů kromě vysoce kvalitní orné půdy, která tvoří 27 % rozlohy regionu. Nejvíce se využívá jako trvalé pastviny (32 % orné půdy) a pro sezónní zemědělské využití (40 %). Lesy tvoří pouhé 1 % území, bez trvalých kultur.

## Demografie

### Populace

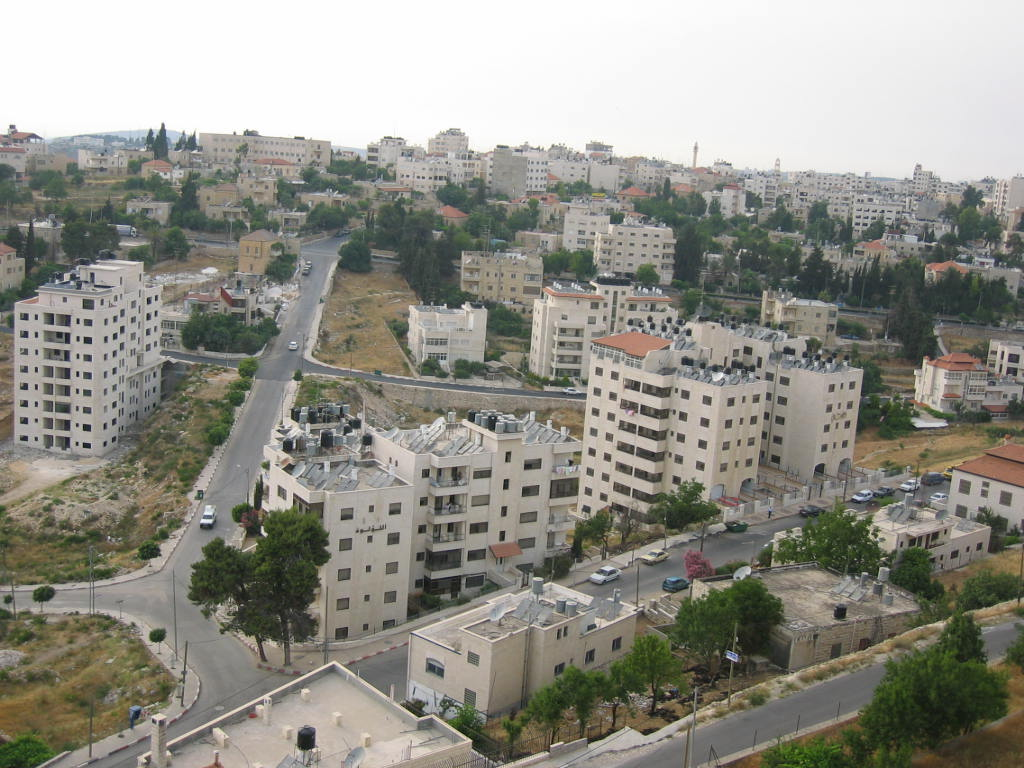
Sídliště v Rámaláhu (2005)

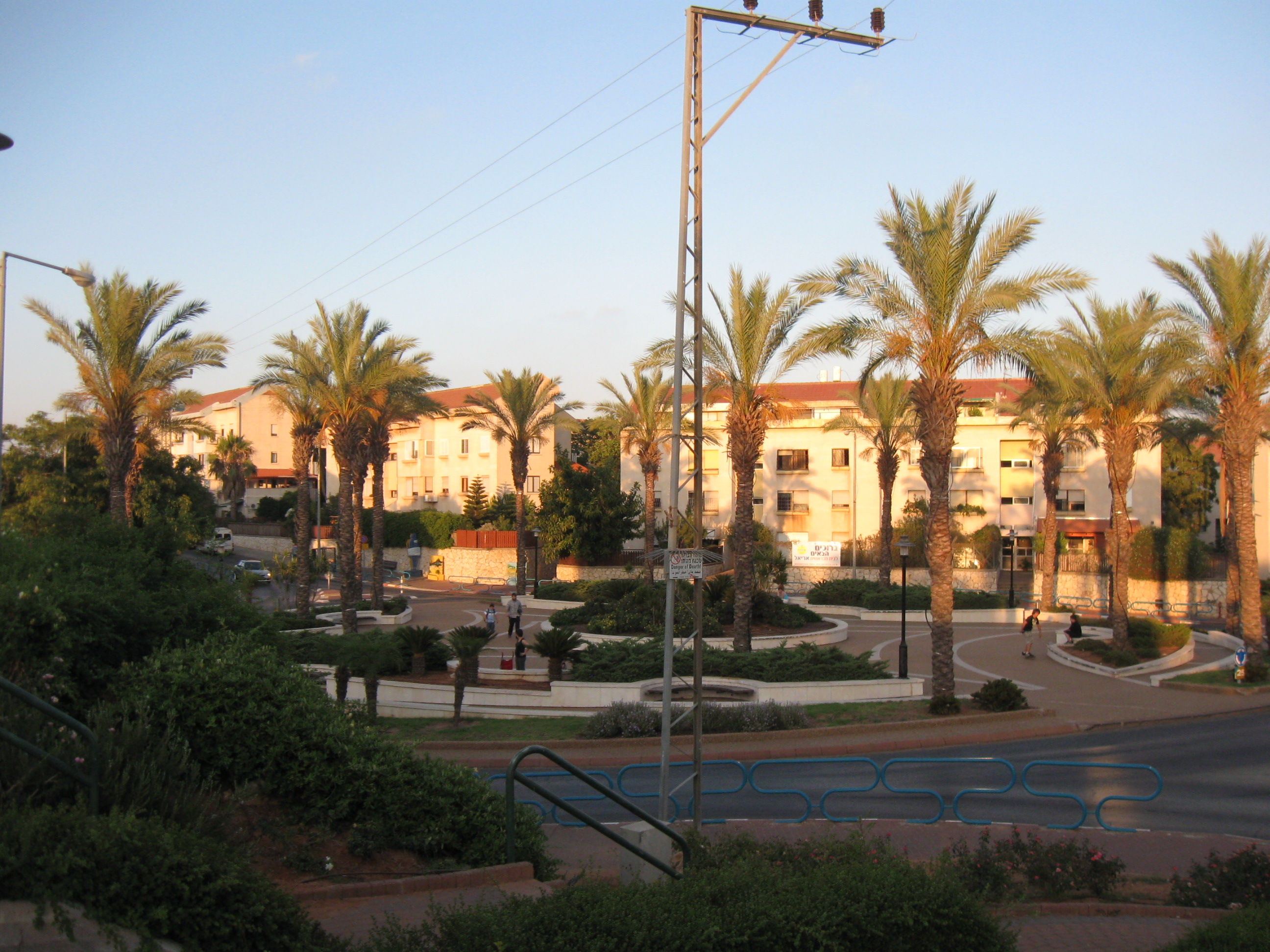
Obytná čtvrť v izraelské osadě Ariel (2010)

Podle sčítání lidu z roku 2007 provedeného Palestinskou autonomií měl Západní břeh Jordánu (včetně Východního Jeruzaléma) 2 345 000 obyvatel. Podle izraelské civilní správy byl v roce 2012 tamní počet obyvatel 2 657 029.
K roku 2014 zde žilo 389 250 izraelských osadníků. Dalších 375 000 Izraelců žilo v anektovaném Východním Jeruzalémě. Kolem Náblusu žijí malé komunity Samaritánů.
K roku 2008 bylo 30 % Palestinců na Západním břehu Jordánu (tj. 754 263) registrovanými uprchlíky. V roce 2025 v důsledku růstu populace jich bylo již 925 000. Na území se nacházelo devatenáct uprchlických táborů.
Podle zprávy Evropské unie z roku 2011 v oblasti C žilo před izraelskou okupací 200 000 až 320 000 Palestinců. Následné demolice jejich domů, byrokratické překážky nové palestinské výstavby a rozmach izraelských osad snížili počet zde žijících Palestinců na 17 000. Ve stejné oblasti mezi lety 1967 a 2011 vzrostl počet izraelských obyvatel z 1 200 na 310 000.
Populačně největšími sídly jsou: Východní Jeruzalém (542 000 obyvatel), Hebron (163 000), Náblus (136 000), Dženín (90 000) a Túlkarim (51 000).

### Náboženství
Populaci tvoří z 80–85 % muslimové (většinově sunnitští), 12–14 % židé a 1–2,5 % křesťané (zejména řečtí pravoslavní).

### Vzdělání

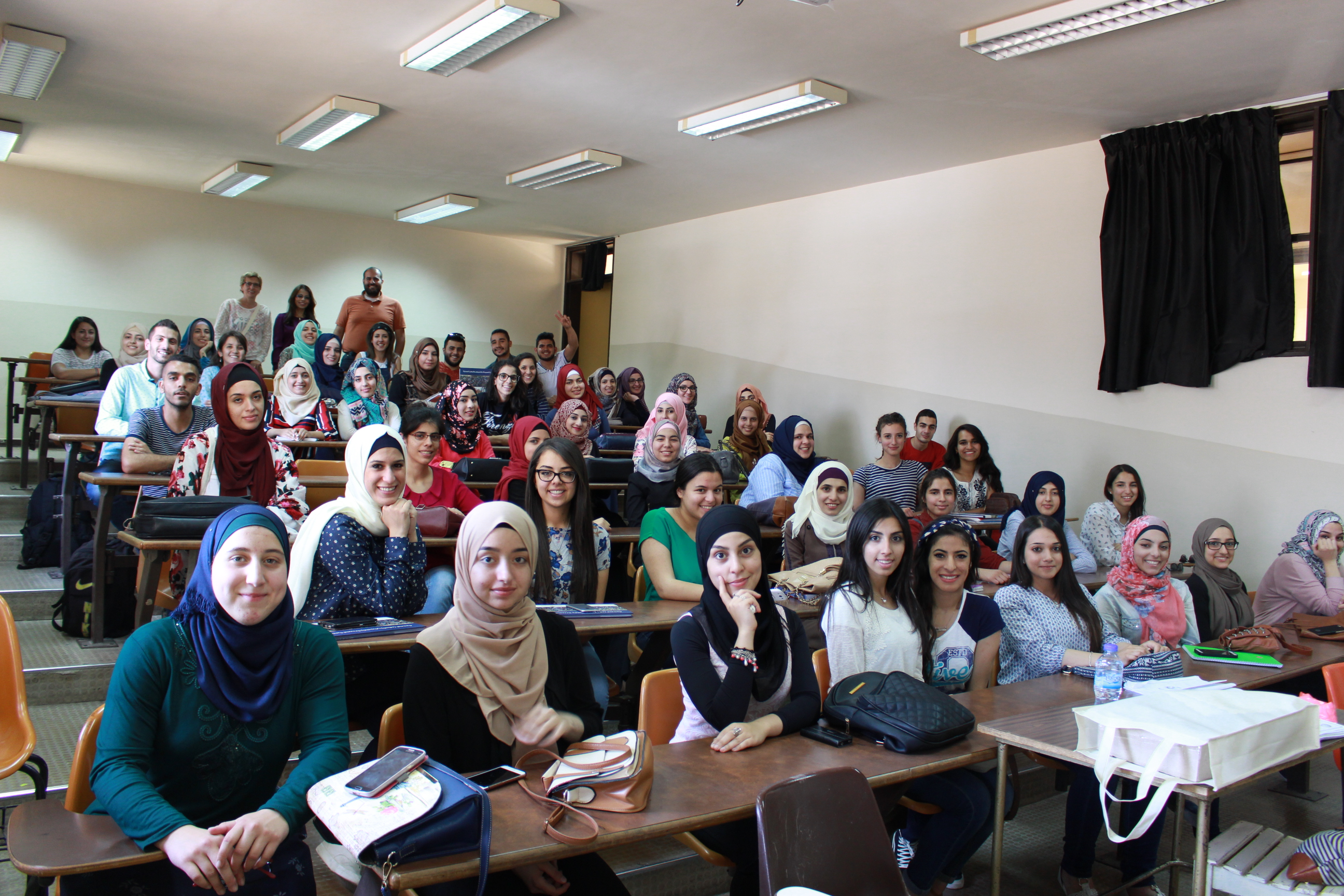
Palestinští studenti na Univerzitě v Birzeit (2016)

Na území je sedm univerzit (z toho jedna na území izraelských osad). Založení palestinských univerzit značně zvýšilo úroveň vzdělání mezi obyvatelstvem na Západním břehu Jordánu. Podle studie Univerzity v Birzeit se procento Palestinců, kteří si vybírají místní univerzity oproti zahraničním institucím, neustále zvyšuje; od roku 1997 j41 % Palestinců s bakalářskými tituly je získalo od palestinských institucí. Podle zprávy UNESCO z roku 2005 jsou Palestinci jednou z nejvzdělanějších skupin na Blízkém východě „navzdory často obtížným okolnostem“. Míra gramotnosti mezi Palestinci na Západním břehu Jordánu a v Pásmu Gazy podle Palestinského centrálního statistického úřadu (PCBS) byla v roce 2009 94,6 %.

## Guvernoráty
Západní břeh Jordánu je administrativně členěn na 11 guvernorátů:
- Guvernorát Dženín
- Guvernorát Túbás
- Guvernorát Nábulus
- Guvernorát Tulkarm
- Guvernorát Salfit
- Guvernorát Kalkílija
- Guvernorát Ramalláh
- Guvernorát Jericho
- Guvernorát Jeruzalém
- Guvernorát Betlém
- Guvernorát Hebron

## Galerie

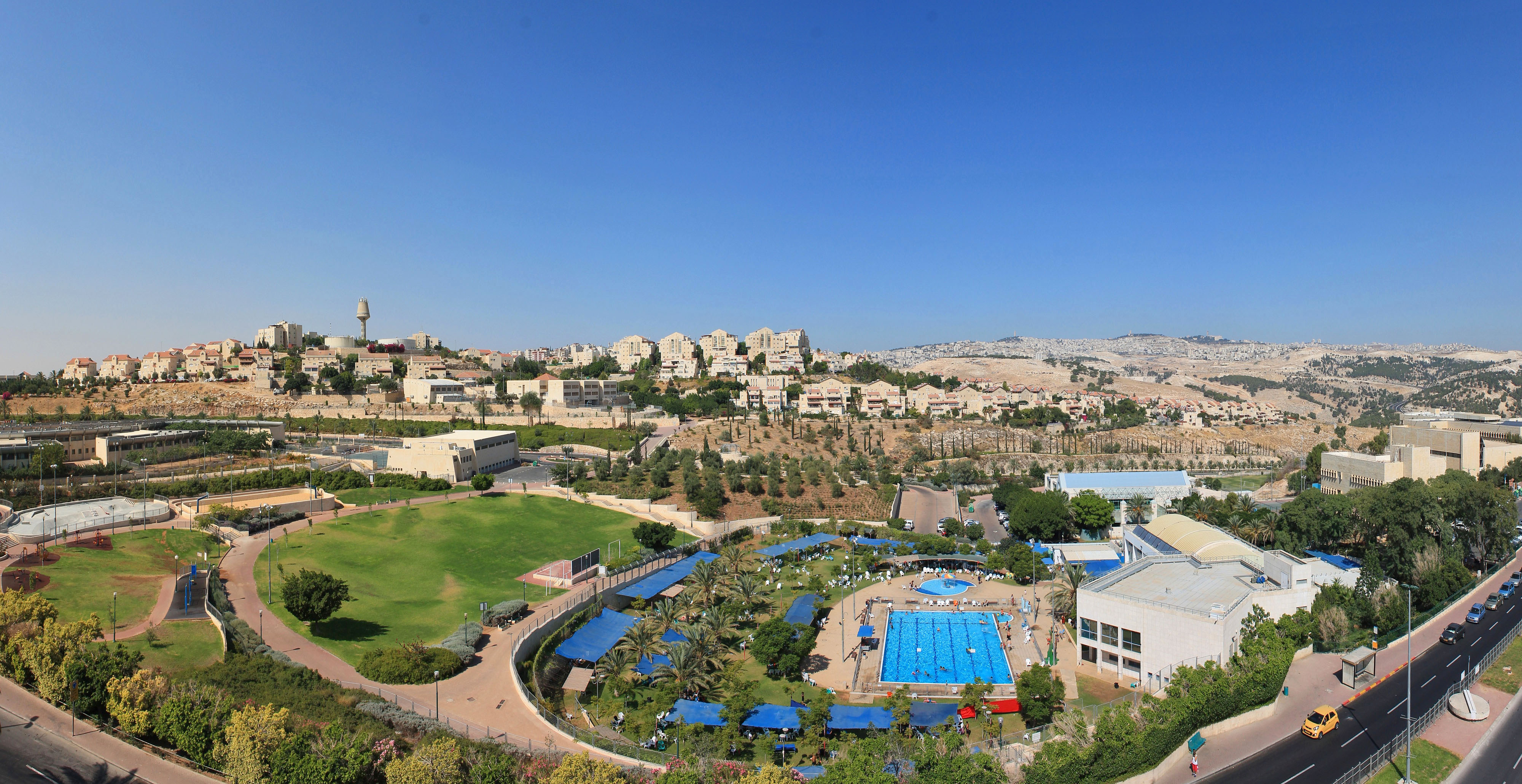
Izraelská osada Ma'ale Adumim na Západním břehu Jordánu
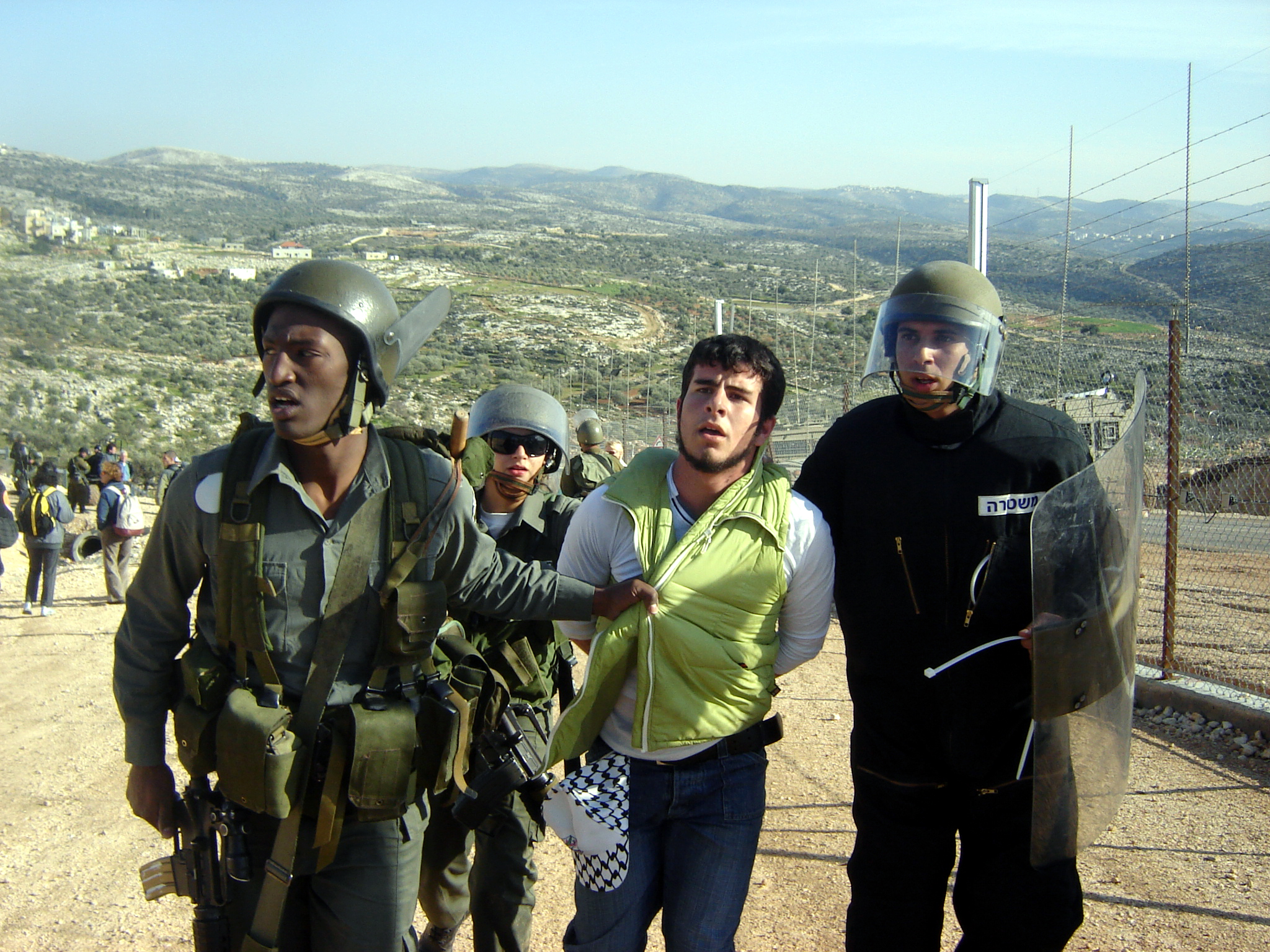
Zatčení palestinského demonstranta na Západním břehu Jordánu
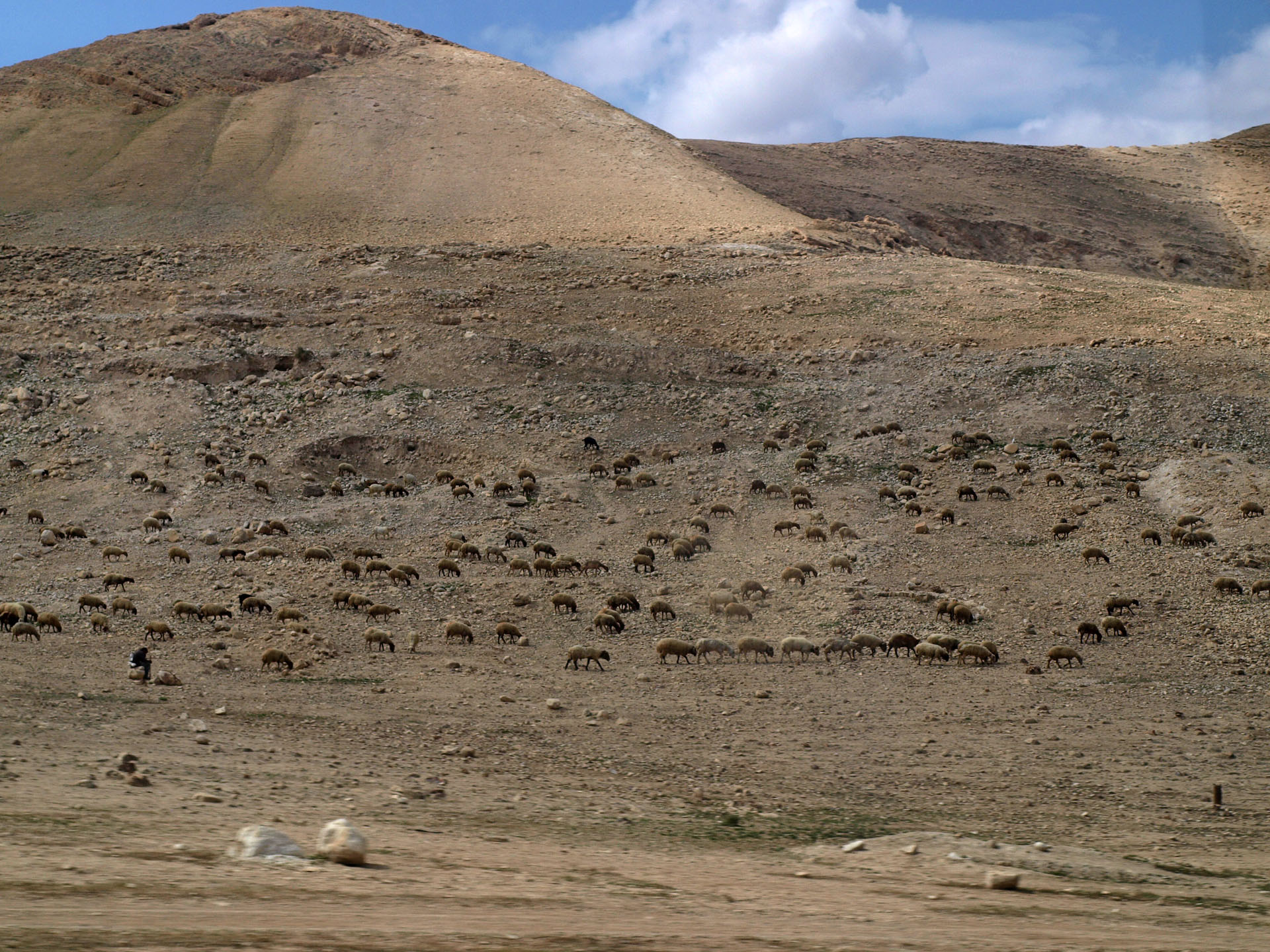
Beduíni na Západním břehu Jordánu
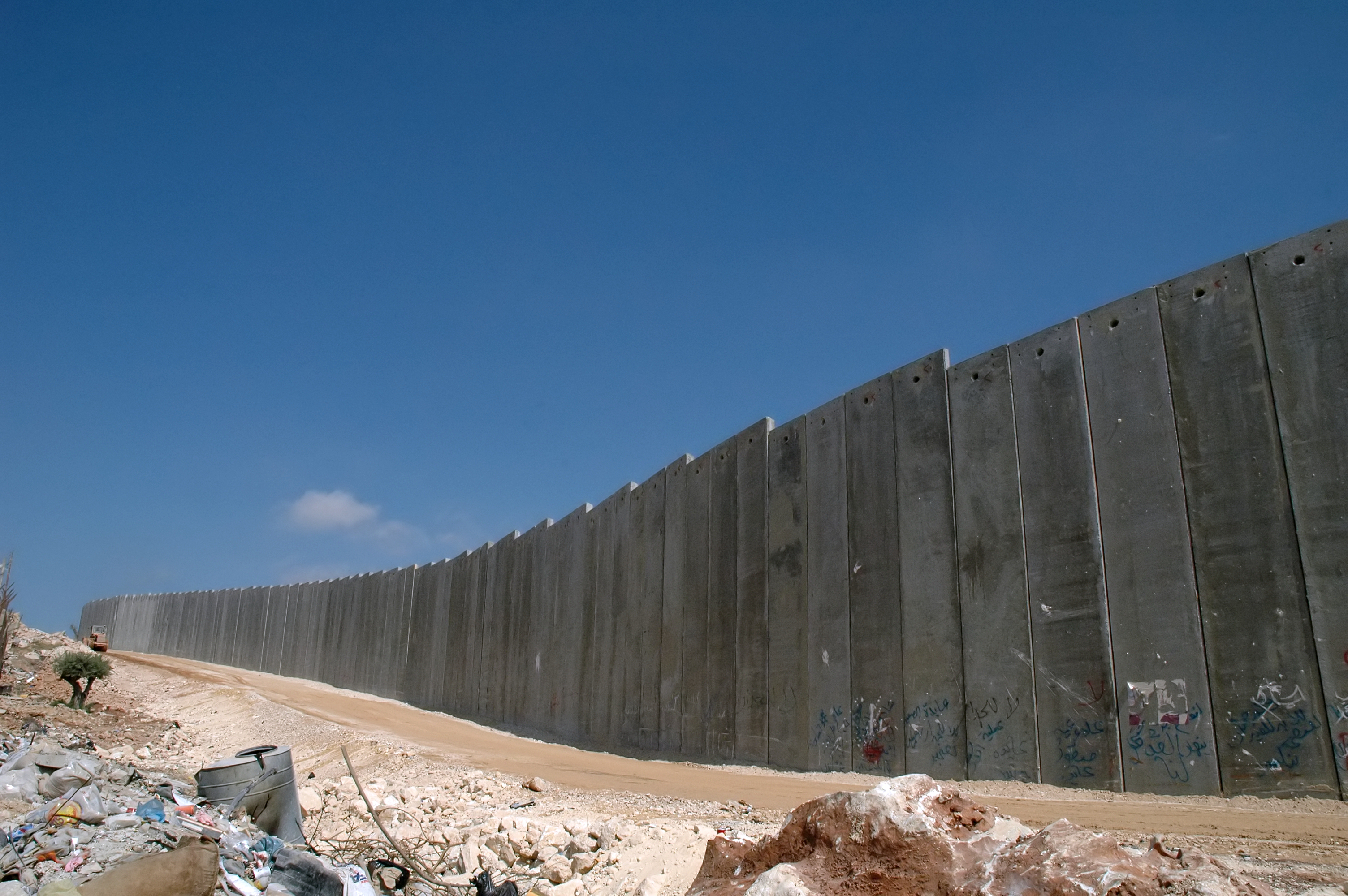
Izraelská „bezpečnostní bariéra“ na Západním břehu Jordánu
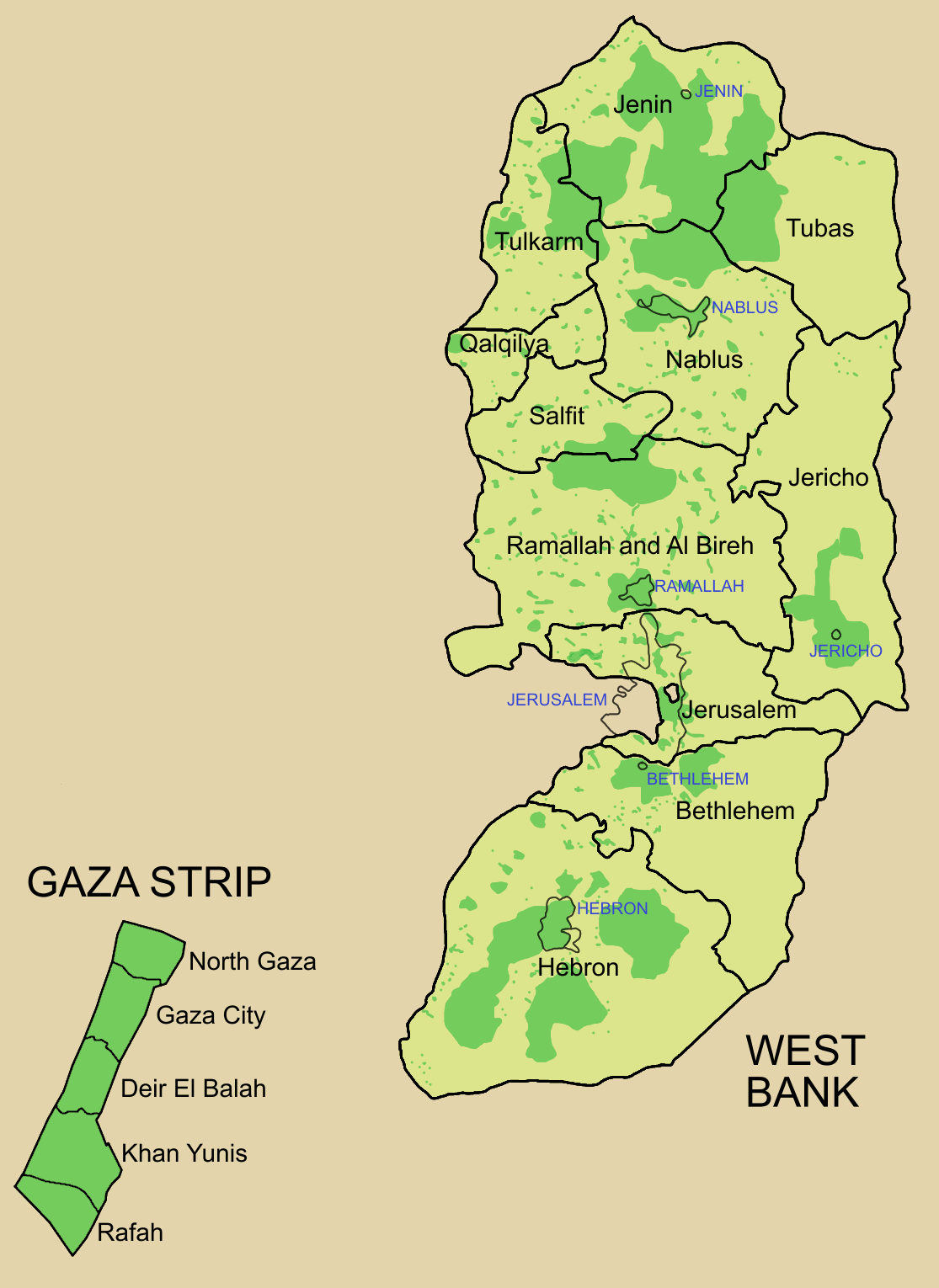
Mapa Západního břehu Jordánu a Pásma Gazy. Území pod palestinskou samosprávou jsou tmavě zelená, území pod správou Izraele jsou zelenožlutá
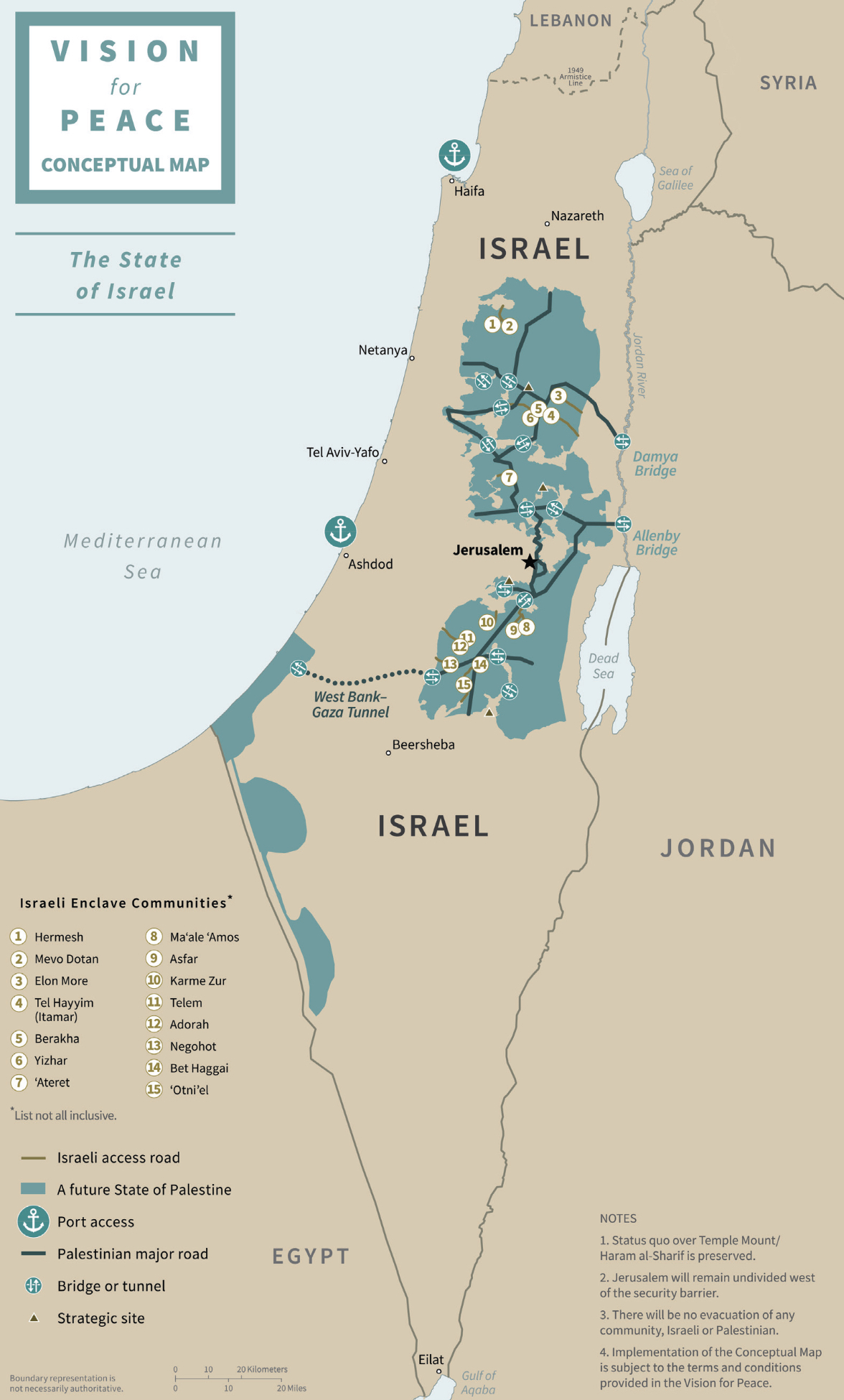
Mírový plán prezidenta Trumpa z ledna 2020, který navrhoval vznik samostatného Státu Palestina (vyznačen modře)